# Пелядь
Пе́лядь або си́рок (Coregonus peled) — вид сигів, родина Лососеві (Salmonidae).
Поширений у річках Арктичного басейну у Росії від Мезені до Колими. Був інтродукований до багатьох країн світу. Проводилося також вселення його й до водойм України, але наявність його в українських водах під сумнівом.
Прісноводна естуарна бентопелагічна риба, до 50 см довжиною.